# Alma Zadić
Alma Zadić, avstrijska političarka in pravnica, * 27. maj 1984, Tuzla, Jugoslavija.
Zadićeva je kot članica avstrijske stranke Zeleni od 7. januarja 2020 ministrica za pravosodje Avstrije v drugi Kurzevi vladi.

## Zgodnje življenje, izobraževanje in zgodnja kariera
Leta 1994 je Zadićeva s svojimi starši med vojno v Bosni in Hercegovini zbežala v Avstrijo na Dunaj. Opisali so jo kot muslimanko, sama pa zanika kakršno koli versko pripadnost.
Študirala je na Univerzi Columbia v New Yorku, v Italiji in na Nizozemskem. Kot študentka je delala kot mlajša pravna raziskovalka pri Mednarodni organizaciji za migracije (IOM) na Dunaju in kot stažistka pri Mednarodnem kazenskem sodišču za nekdanjo Jugoslavijo v Haagu.
Pred vstopom v politiko je Zadićeva delala kot višji sodelavec v londonski multinacionalni odvetniški pisarni Freshfields Bruckhaus Deringer.

## Politična kariera in kontroverze
Zadićeva je na avstrijskih zakonodajnih volitvah leta 2019 kandidirala za avstrijsko stranko Zeleni in bila izvoljena v državni svet.
Novembra 2019 je bila Alma Zadić na sodišču na Dunaju spoznana za krivo obrekovanja in kaznovana je bila s 700 evri.
7. januarja 2020 je Zadićevo, skupaj s tremi Zelenimi, zaprisegel avstrijski predsednik Alexander Van der Bellen kot ministrico za pravosodje v koalicijski vladi Sebastiana Kurza v skladu s koalicijsko pogodbo Kurzove ÖVP z Zelenimi, ki jih vodi podpredsednik vlade Werner Kogler.